# Güímar
Güímar (španska izgovarjava: [ˈgwimaɾ]) je ime občine, mesta in doline v vzhodnem delu španskega otoka Tenerife, enega od Kanarskih otokov, in dela province Santa Cruz de Tenerife. Občina se razteza na 102,9 kvadratnih kilometrov od gorate notranjosti do plaž na Atlantiku in meji na občine La Orotava, Arafo in Fasnia. Njegovo ocenjeno prebivalstvo je 18.589 (2013). Skozi občino poteka cesta TF-1.
Občina je znana po svojih piramidah. To je tudi lokacija barranco de Badajoz. Del njegove vulkanske pokrajine je bil določen kot naravni rezervat Malpaís of Güímar, njegova najvišja točka pa je Montaña Grande.

## Ime
Ime izhaja iz jezika Gvančev in naj bi pomenilo 'kotiček, vogal, kotiček'.

## Zgodovina
Ozemlje, ki sestavlja sodobno občinsko okrožje, je bilo vključeno v kraljestvo ali menceyato Güímar.
Po kronikah je otok Tenerife sprva predstavljal eno politično enoto ali kraljestvo, dokler ni bil razdeljen na devet. Med njimi sta bili najpomembnejši Taora, ki je združil severna kraljestva in Güímar, ki je storil enako s tistimi na jugu in je imel večjo površino. Gospodarstvo je temeljilo na živinoreji - koze, ovce, prašiči - ter na poljedelstvu in izkoriščanju morskih in gozdnih virov.
Pomen, ki ga je doseglo kraljestvo Güimarero, se odraža v številnih najdenih ostankih: soteska Herques, naravne in umetne bivalne jame, jama Chinguaro, kjer je bila podoba Virgen de la Candelaria, jama El Cañizo v soteski Badajoz, pastoralna zaklonišča, luknje granat itd.
Od vseh je bil menceyato Güímar tisto, ki je bilo pred osvojitvijo deležno največje evangelizacijske dejavnosti. V tem kontekstu je treba analizirati zgodovinske posledice odkritja podobe Marije iz Candelarije na obali Chimisaya. Podobo so odnesli v jamsko palačo menceyja, vodje iz Güímarja, kjer so jo častili petdeset let in je tako postala prvo marijansko svetišče na otoku.
Po letu 1496 so se vojaške operacije za osvojitev otoka končale, Gvanči so se postopoma vključili v novo družbeno tkivo. Bilo je zelo malo Gvančev, ki so v Güímarju pridobili lastništvo katerega koli kosa zemlje, ko je novi guverner razdelil njihovo staro ozemlje, zato so mnogi še naprej živeli v jamah v krajih, kot je Guaza, tako da so zaradi svoje izoliranosti ohranili svojo identiteto do 17. stoletja.
Prvo naseljeno središče Güímarja je nastalo v 16. stoletju v okolici San Juana - imenovanega tudi Güímar de Arriba - blizu izvirov sotesk Agua in Chamoco. Kljub uničujočim posledicam vulkanskega izbruha leta 1705, ki je opustošil precejšnjo količino zemlje, namenjene gojenju žitaric, so kmetje Güímarja združili moči, da bi skupaj rešili težavo, ustvarili nove metode pridelave ter spodbudili znatno gospodarsko in populacijsko rast, ki je Güímarju preprečila stagnacijo.
V 17. stoletju je kriza sladkornega gospodarstva spodbudila velike lastnike dežel Güímar, da so podeljevali zemljo kmetom po različnih formulah. Na ta način je prebivalstvo prvotnega jedra raslo in se premikalo proti obali. Ta premik je zaznamovan z ustanovitvijo majhne puščavnice poleg rezervoarja za vodo, znane kot San Pedro del Tanque, iz katere je kasneje nastal sodobni tempelj. Tako se je skozi to stoletje utrdilo osrednje jedro mesta, strukturirano okoli trga Plaza de San Pedro ter ulic San Pedro Arriba in San Pedro Abajo.
V 19. stoletju je imelo mesto Güímar že utrjeno urbano strukturo, katere središče je bila os, ki je povezovala trg San Pedro in dominikanski samostan. Leta 1838, po zaplembi Mendizábala, je ta samostan postal družbeno-politično središče mesta z mestno hišo, javnimi šolami in sodiščem. Leta 1854 je nastal prvi javni trg v mestu, pred puščavnico San Pedro Abajo.
Leta 1858 je bil neuspešen poskus mest Agache, da bi se ločila od občine Güímar in postala samostojna občina. Leta 1911 se je mesto El Escobonal ponovno odločilo za segregacijo, tokrat s ciljem združitve z občino Fasnia.
Mejnik, ki krona demografsko in urbanistično rast mesta, je podelitev naziva Vile, ki se je zgodila 28. junija 1900.
V drugi polovici 20. stoletja je Güímar začel rasti proti sosednjemu mestu Arafo. Na neplodnih območjih, ki jih je opustošil vulkan Arenas, je bila ustanovljena najbolj naseljena soseska v občini, najprej v arhetskih jamah in nato v samozgrajenih hišah. Urbana rast Güímarja v drugi polovici 20. stoletja je našla svoj mejnik v podelitvi naziva mesta leta 1961 in obravnavi najuspešnejšega njegovemu podjetju, ki ga je podelila državna vlada.

## Geografija
Razteza se čez jugovzhodni del otoka in meji na občine Arafo, La Orotava in Fasnia. Južna meja je soteska Herques, ki služi kot meja z občino Fasnia. Meja z občino Arafo na severu je sestavljena iz pristopa do mediane toka lave, ki ga je povzročil vulkanski izbruh leta 1706, eden od zgodovinskih izbruhov Tenerifa, ki poteka od hrbtnega vrha otoka do morja, čeprav ga v tem primeru trajektorija ni dosegla, ampak se je končala približno tristo metrov od obale. Zahodno stran občine sestavlja hrbtno gorovje otoka, katerega najvišja vzpetina je Izaña, pomembno središče astronomije in eden najstarejših meteoroloških observatorijev v Španiji.
Güímar je v dolini ali depresiji, ki je po mnenju večine geologov produkt kolapsa vulkanskega materiala v morje.
Občina ima dva dobro različna dela, ki ju fizično ločuje pobočje Güímar, natančno meja morskega plazu; Ta dva dela sta sama dolina Güímar in regija Agache. Obala je zelo strma, posledica morske erozije v zaporednih tokov lave, ki so dosegli ocean: ta vzorec je prekinjen le na ustju velikih sotesk, kjer je obala oblikovana zaradi kopičenja kamnov voda sotesk, ki so premaknili z vrhov otoka.
Občina Güímar je prepredena z globokimi grapami, katerih kanali prodirajo v globino otoka in razkrivajo njegove zgodnje geološke formacije. V notranjosti, na robu sotesk, so izkopane galerije, ki oskrbujejo prebivalstvo z vodo za njihovo porabo in kmetijstvo. Glavne soteske so Herques, El Escobonal, Badajoz ali Chamoco, Agua ali Río in La Fajana ali Hoya.

## Dediščina
Občini je uspelo ohraniti izjemno zgodovinsko, umetniško in kulturno dediščino. Ta dediščina se je morala bolj ali manj uspešno soočiti z močnimi grožnjami, ki prihajajo iz sodobnega urbanističnega procesa, ki ga je mesto doživelo s potrditvijo generalnega urbanističnega načrta. Njena konfiguracija kot prave regionalne prestolnice je pustila nedvomne posledice v smislu uničenja in propadanja dela dediščine.

### Chinguaro
V kategoriji zgodovinskega mesta je bila ta jama po legendi kraj, kjer so Gvanči vzeli podobo Device iz Kandelarije. To je prvi marijanski tempelj na otoku. Chinguaro je bil romarski kraj že od osvojitve otoka. Na kraj je vplivala gradnja Charca de las Cruces v prvih desetletjih 20. stoletja. Konec 1970-ih je puščavnica propadla. V 1990-ih je bilo v Cabuco in prvotnih jamah izvedenih več arheoloških izkopavanj. Projekt obnove je po natečaju idej leta 2001 svojo prvo fazo zaključil leta 2007. Slika Device Chinguaro, ki je bila tri desetletja shranjena v glavni cerkvi San Pedro Apóstol se je vrnila v novo puščavnico, ki jo je posvetil škof.

### Druga religiozna mesta so
- Puščavnica San Juan
- Puščavnica El Socorro
- Cerkev samostana Santo Domingo v Sorianu
- Kapela San Pedro Arriba
- Župnija soseske Fátima
- Župnijska cerkev Santo Domingo de Guzmán

### Kulturni spomeniki
- Stara hidroelektrarna, "La Hidro". S kategorijo zgodovinskega mesta.
- Llano prikazovanja Device iz Kandelarije. Razglašeno za zgodovinsko mesto.
- Mlin Menora. Razglašeno etnološko najdišče.
- Mlini in pralnice Chacaice. Razglašeno etnološko najdišče.
- Camino de El Socorro. S kategorijo zgodovinskega mesta.
- Kanal Barranco del Agua. Začetek leta 2002 v kategoriji Etnološka stran.

Piramide Güímarja, zgrajene v 19. stoletju, čas gospodarskega izkoriščanja na Kanarskih otokih košeniljke, parazitske žuželke opuncije, iz katere se pridobiva barvilo, ki je bilo takrat zelo cenjeno. Kamni, pridobljeni med čiščenjem kmetij, namenjenih temu poslu, so bili shranjeni v obliki piramidastih struktur. Obstaja tako notarski zapis o nakupu nepremičnine iz leta 1854, v katerem prisotnost piramid ni omenjena, kot delitveni dokument iz leta 1881, v katerem so te strukture prvič omenjene. Datum izgradnje je torej omejen na ta interval od 1854 do 1881. Zaradi solsticijskih orientacij piramid so nekateri mislili, da gre za starodavne templje, kar kaže na izvor Gvančev. Vendar o tem ni nobenih indicev in v vsakem primeru samo iz orientacije solsticija ni mogoče sklepati ničesar o datumu gradnje. Po drugi strani pa ni bilo najdenih dokazov, ki bi kazali, da so jih zgradili Gvanči.